# 御井車站

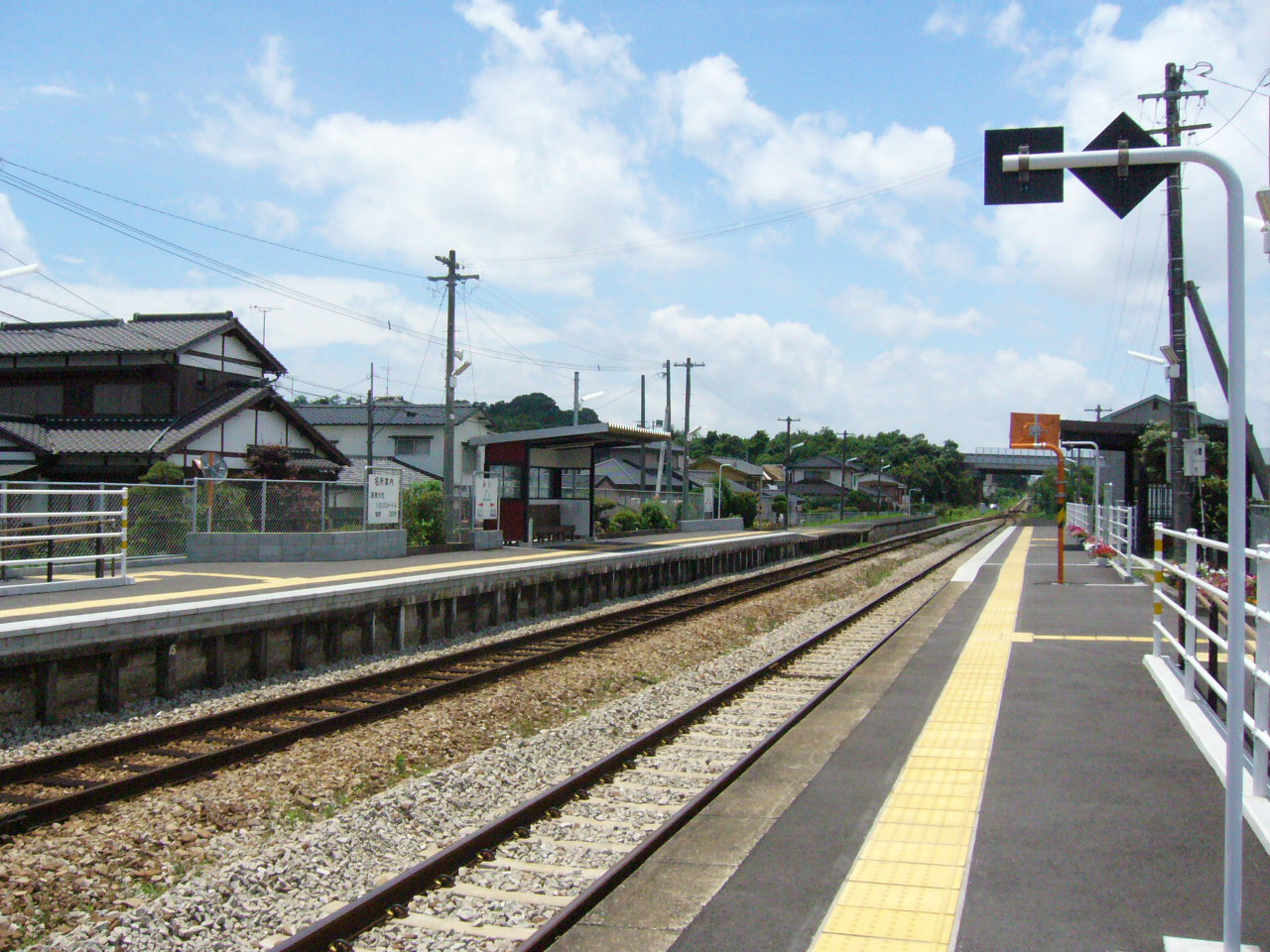
站內

御井站（日语：／ Mii eki */?）是位於福岡縣久留米市御井町，九州旅客鐵道（JR九州）的久大本線車站。

## 車站構造
月台建於路堤上，現時由於採用簡易車站模式，把下行住日田方向的月台上候車亭改為兼備出入口功能的簡易式站房，並在外圍加裝了以黑色木條砌成的裝飾用欄框。車站出入口處設置了對應IC卡的出、入閘感應器一對。並在出入前加建一段樓梯連接至地面。而出入口旁邊亦設有一個停車場，並借助迴旋路方式連接地下路面之餘，及讓輪椅人士可以藉迴旋路前往月台入閘。
至於南側的上行月台，在中央位置也設有連接至路面的出入口，但那裏並不設有IC卡感應器，除非在車內付款，否則使用IC卡的乘客必須先回至另一端月台的出閘機拍卡處理後，再原路返回後才可用此出口離開。

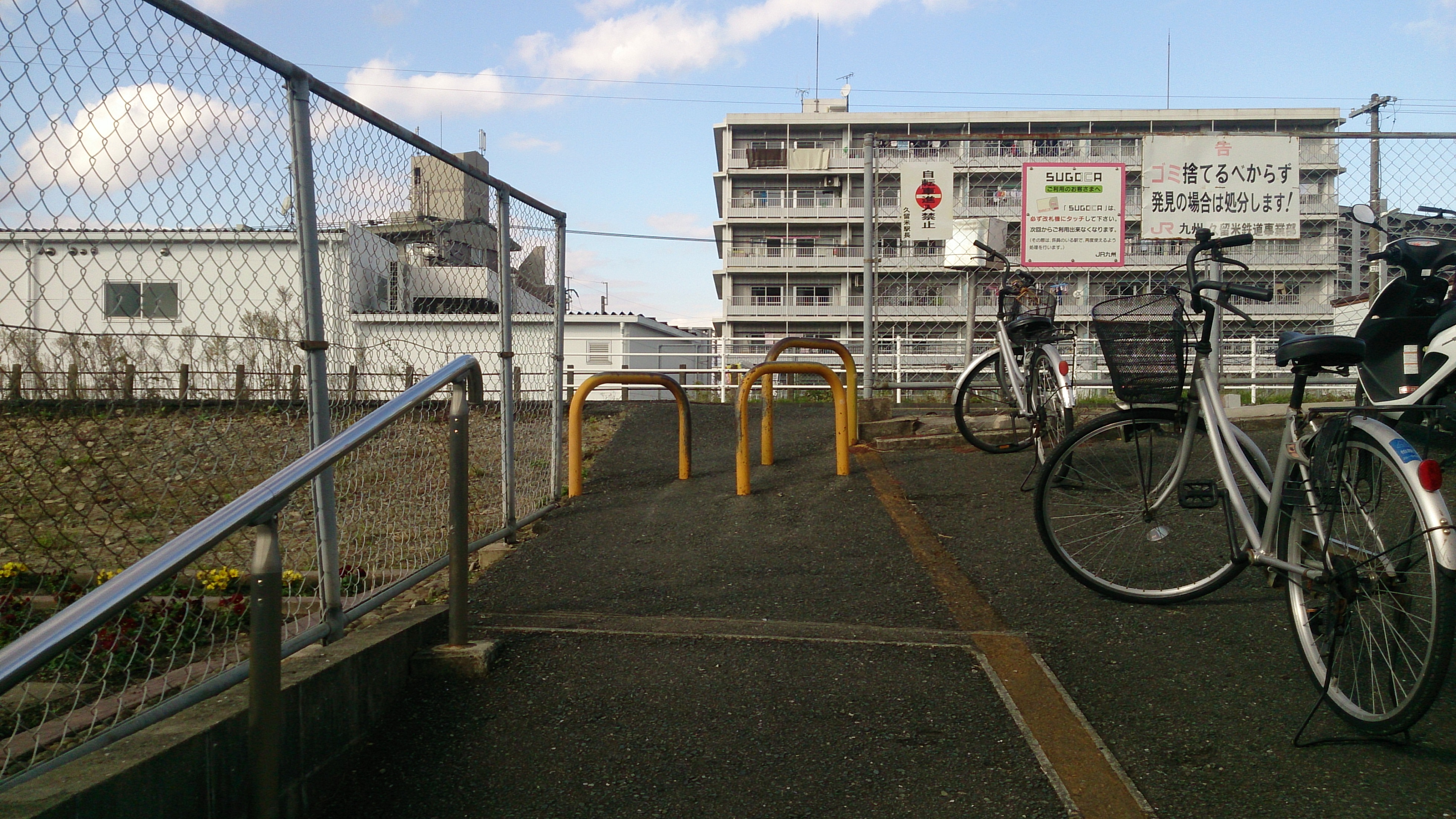
上行月台西邊的南出口

### 月台
設有2個側式月台。長度皆為約120米，有效長度為6輛，月台間以站內橫越路軌的平交道連接，乘客可從靠向善導寺一方的月台末端，以樓梯及斜道到達平交路口。
從北側車站入口進站後即為1號月台，取代站房功能的候車亭內放置了一張有三個獨立座位式的金屬候車座椅；旁邊的一排鐵櫃內為車站和路軌相關的控制器。而南側月台為2號月台，同樣設有一座款式與1號月台相同的有蓋候車亭，亭內放置了一張長木櫈。
| 月台 | 路線      | 上下行 | 方向                                   | 備注 |
| ---- | --------- | ------ | -------------------------------------- | ---- |
| 1    | ■久大本線 | 下行   | 善導寺、筑後吉井、浮羽、日田、大分方向 |      |
| 2    | ■久大本線 | 上行   | 久留米、經■鹿兒島本線往鳥栖方向        |      |

#### 舊站房
為一座木建的單層站房，位置即現時的候車亭及對開的空地，設有售票窗口及站務室，於2006年時被拆去。

## 歷史
- 1928年12月24日：鐵道省久大線久留米至筑後吉井之間開通，此站啟用[4][5][6]。
- 1971年2月20日：取消貨物及手提行李提取服務[7]，並且降為無人站[8]。
- 1987年4月1日：隨國鐵分割民營化，車站由九州旅客鐵道（JR九州）營運[5][9][10][11]。
- 2006年：站房重建（第三代），改採用簡易式站房。
- 2012年12月1日：可以使用SUGOCA[12][13]。

## 使用狀況
JR九州自2016年度起只公佈最多使用量的首300個車站後，本站自2016年度起雖然未能擠身首300位，但由於每天平均使用人數仍超過100人，所以縱然未有顯示實際使用人數，但仍在排行榜後方以「超過100人」的附錄形式收錄。
| 年度 | 1日平均 乘車人次 | 參考資料   |
| ---- | ---------------- | ---------- |
| 2014 | 258              | [ 統計 1 ] |
| 2015 | 265              | [ 統計 1 ] |
| 2016 | 266              | [ 統計 1 ] |
| 2017 | >100             | [ 統計 2 ] |
| 2018 | >100             | [ 統計 3 ] |
| 2019 | >100             | [ 統計 4 ] |
| 2020 | >100             | [ 統計 5 ] |
| 2021 | >100             | [ 統計 6 ] |
| 2022 | >100             | [ 統計 7 ] |
| 2023 | >100             | [ 統計 8 ] |

## 相鄰車站
九州旅客鐵道
■久大本線
■觀光特急「金八·一六」、特急「由布」、「由布院之森」
通過
■普通
久留米大學前－御井－善導寺

### 統計資料
1. ↑  久留米市統計書 （運輸・通信） JR九州各駅の乗降車人員数[]（日語）
2. ↑   (PDF). 九州旅客鉄道.   [2019-05-20]. （原始内容 (PDF)存档于2018-07-17）.
3. ↑   (PDF). 九州旅客鉄道.   [2019-07-27]. （原始内容存档 (PDF)于2019-07-12）.
4. ↑   (PDF). 九州旅客鉄道.   [2020-12-26]. （原始内容存档 (PDF)于2020-11-24）.
5. ↑   (PDF). 九州旅客鉄道.   [2021-09-15]. （原始内容存档 (PDF)于2022-02-27）.
6. ↑   (PDF). 九州旅客鉄道.   [2022-08-26]. （原始内容 (PDF)存档于2022-08-26） （日语）.
7. ↑   (PDF).   [2024-12-30]. （原始内容存档 (PDF)于2023-09-06）.
8. ↑  駅別乗車人員上位300駅（2023年度） （页面存档备份，存于），JR九州。

## 外部連結
- JR九州御井站（日語）